# Shenzhou 6
De Shenzhou 6 (Chinees: 神舟六号) is de tweede bemande ruimtemissie van de Volksrepubliek China en ging van start op 12 oktober 2005 rond drie uur West-Europese tijd. Vanuit de basis Jiuquan in de Gobiwoestijn, ongeveer duizend kilometer ten westen van Peking, werd de ruimtecapsule gelanceerd. De bemanning bestaat uit Fei Junlong (commandant) en Nie Haisheng (piloot).
Nieuwe lichtgewicht-ruimtepakken werden getest en verschillende wetenschappelijke experimenten werden uitgevoerd. De hoogte waarop de bemanning zich bevond varieerde van 250 tot 350 kilometer boven het aardoppervlak.
De volledige missie duurde in totaal 119 uur. De landing vond plaats op 17 oktober om 22.32 Nederlandse tijd op de basis Jiuquan in Siziwang Banner in Binnen-Mongolië met de Shenzhou VI capsule.

## Bemanning
| Positie    | Ruimtevaarder                |
| ---------- | ---------------------------- |
| Commandant | Fei Junlong 1e ruimtevlucht  |
| Piloot     | Nie Haisheng 1e ruimtevlucht |